# گورودتسکویه (باشقیرستان)
گورودتسکویه (انگلیسی: Gorodetskoye, Republic of Bashkortostan) یک شهرک در شهرستان یرمکیفسکی استان باشقیرستان کشور روسیه است.